# ناحیه فرایشتات
ناحیهٔ فرایشتات (به آلمانی: Freistadt District) یک ناحیه در اتریش است که در اوبراسترایش واقع شده‌است.